# Bronshorndyvel
Bronshorndyvel (Onthophagus coenobita) är en skalbaggsart som beskrevs av Johann Friedrich Wilhelm Herbst 1783. Bronshorndyvel ingår i släktet Onthophagus och familjen bladhorningar. Enligt den svenska rödlistan är arten nationellt utdöd i Sverige. . Arten har tidigare förekommit i Götaland men är numera lokalt utdöd. Artens livsmiljö är jordbrukslandskap. Inga underarter finns listade.